# Aller-Weser-Klinik
Die Aller-Weser-Klinik gGmbH ist eine öffentliche Trägergesellschaft von zwei Krankenhäusern in Verden (Aller) und Achim.

## Geschichte
Bereits seit 1872 gibt es in Achim ein Krankenhaus. Fünf Betten standen für Männer und zwei Betten für Frauen bereit. 1948 wurde der eigentliche Vorgänger des heutigen Krankenhauses in einer umgebauten Lehrwerkstatt eröffnet und in den Folgejahren mehrfach erweitert. Auch aufgrund steigender Einwohnerzahlen im Einzugsgebiet wurde 1974 – 1978 das Krankenhaus Achim in Trägerschaft der Stadt Achim neu erbaut. Wegen der Lage wurde es auch „Die Klinik im Grünen“ genannt. In Verden gründete sich 1892 ein Krankenhaus. Es begann mit 40 Betten, die von 4 Mitarbeitern betreut wurden.
Um den Anforderungen des Gesundheitsmarktes gerecht zu werden und das Krankenhaus dauerhaft im Bestand zu sichern, gründete die Stadt Achim mit dem Landkreis Verden und der Stadt Verden 2001 die Aller-Weser-Klinik gGmbH, die als Träger die Krankenhäuser Achim und Verden betreiben.  Eigentümer sind der Landkreis Verden und die Städte Achim und Verden.
2010/11 geriet das Unternehmen in finanzielle Schwierigkeiten. Landrat Peter Bohlmann bestätigte als Aufsichtsratsvorsitzender der AWK gegenüber dem Weserkurier am 11. Mai 2011, dass ohne die Aufnahme des Diakoniekrankenhaus Rotenburg (Wümme) als zusätzlichen Gesellschafter ein Weiterbetrieb nicht möglich gewesen wäre und in eine Planinsolvenz im Raum stand. 2011 erwirtschaftete die AWK einen Verlust von 5,95 Millionen Euro.

## Struktur
Die Aller-Weser-Klinik gGmbH verfügt über alle wichtigen Fachgebiete der medizinischen Versorgung. Das Krankenhaus Verden und das Krankenhaus Achim sind Plankrankenhäuser gemäß § 108 Nr. 2 SGB V mit Bettenkapazitäten in den Bereichen Frauenheilkunde, Geburtshilfe, Hals-Nasen-Ohren-Heilkunde, Orthopädie, Urologie, Chirurgie und Innere Medizin. An den Standorten stehen zusammen 255 Betten zur Verfügung. Nachdem die ursprünglich geplante Zusammenlegung der Krankenhäuser verworfen, wurden an beiden Standorten Modernisierungsarbeiten durchgeführt. Nach dem aufwendigen Umbau der Geriatrie (3,25 Mio. €) in Achim wurde im Sommer 2017, nach einer fast sechsmonatigen Bauzeit, ein Linksherzkathetermeßplatz als Hybrid-OP in Verden in Betrieb genommen. Im Dezember 2019 erfolgte der Spatenstich für den Neubau eines Bettenhauses in Verden.
Stationär werden jährlich rund 16.000 Patienten versorgt, ambulant kommen noch einmal rund 30.000 hinzu (Berichtszeitraum 2019). Beide Krankenhäuser stehen das ganze Jahr, 24 Stunden am Tag, für die Notfallversorgung zur Verfügung. Beide Krankenhäuser besitzen Rettungswachen und sind Standorte des kassenärztlichen Notdienstes und Notarztstandorte.

## Gesellschafter
| Gesellschafter       | Anteil  |
| -------------------- | ------- |
| Landkreis Verden     | 50,82 % |
| Stadt Achim          | 24,59 % |
| Stadt Verden (Aller) | 24,59 % |

## Krankenhaus Verden

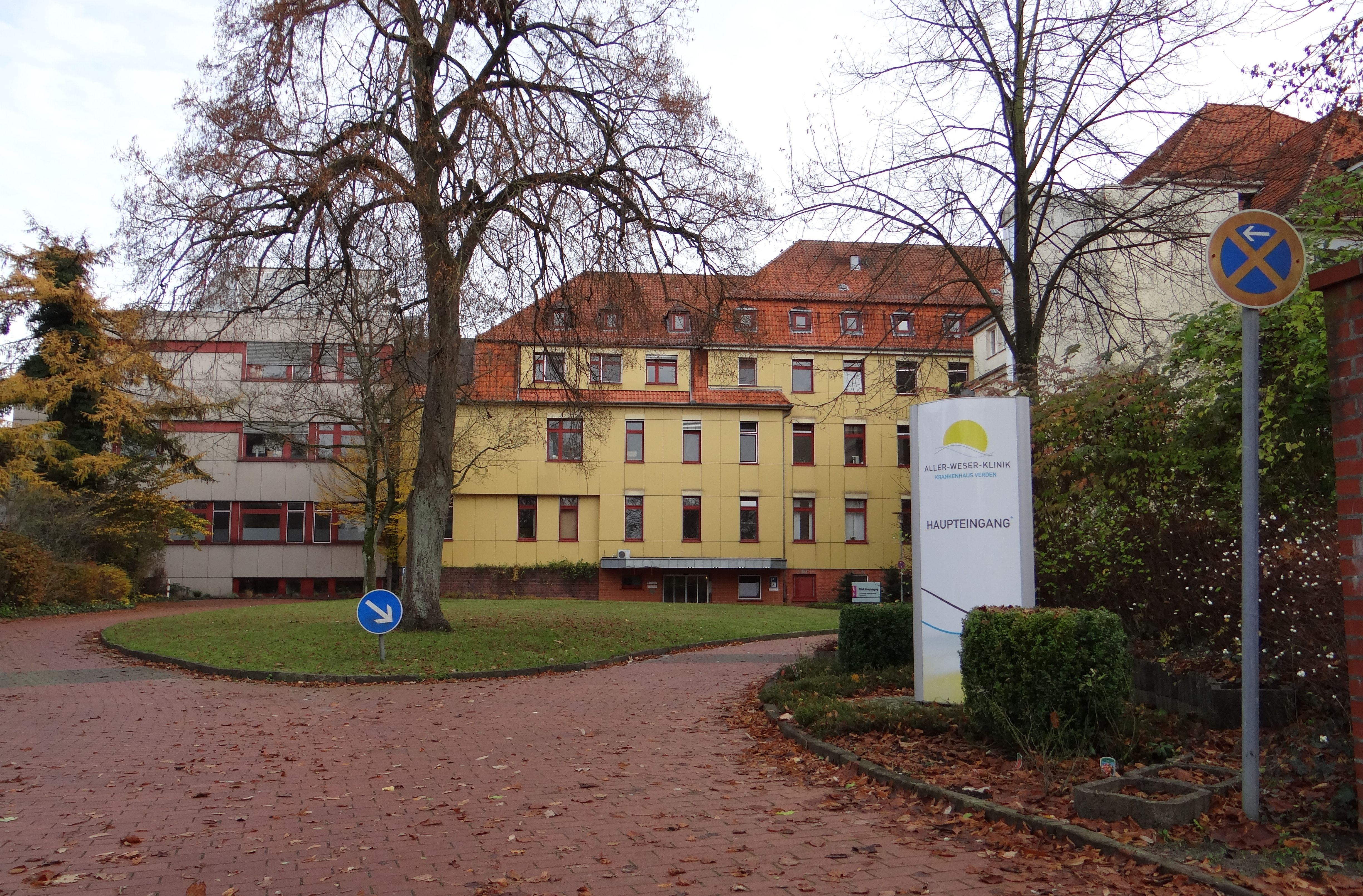
Haupteingang der Aller-Weser-Klinik in Verden

In Verden werden die folgenden Bereiche abgedeckt:
- Innere Medizin, Kardiologie, Gastroenterologie und Internistische Intensivmedizin,
- Orthopädie und Unfallchirurgie
- Allgemein-, Viszeral- und Minimalinvasive Chirurgie
- sowie das Fachgebiet Frauenheilkunde und Geburtshilfe.

Im Krankenhaus besteht ein ärztlicher Notdienst für die Stadt Verden, den Ostteil der Samtgemeinde Thedinghausen, den Ostteil der Gemeinde Langwedel und die Gemeinden Dörverden und Kirchlinteln. In Verden besteht ein an das Krankenhaus angegliedertes Medizinisches Versorgungszentrum, das um ein Gesundheitszentrum mit Praxen erweitert wird. Der Standort Verden hat eine wichtige Versorgungsfunktion über die Kreisgrenzen des Landkreises Verden hinaus bis in den Raum Rethem (Aller) im Landkreis Heidekreis, den Raum Hoya/Eystrup im Landkreis Nienburg/Weser sowie den Raum Martfeld im Landkreis Diepholz.

### Kooperierende Einrichtungen
- Radiologie mit Computertomographie, Kernspintomographie und Nuklearmedizin
- Nephrologie mit Dialyseeinrichtung

## Krankenhaus Achim
In Achim werden folgende Fachgebiete abgedeckt:
- Innere Medizin und Geriatrie,
- Unfall-, Orthopädische- und Allgemeinchirurgie,
- Plastische Wiederherstellungschirurgie, Hand- und Fußchirurgie,
- Orthopädie,
- Urologie
- sowie Hals-, Nasen-, Ohrenheilkunde.

. Die frühere geburtshilfliche Abteilung wurde zu einem ambulanten OP-Zentrum umgebaut.
Seit Mai 2008 werden die kassenärztlichen Notdienste für die Stadt Achim, die Gemeinden Oyten und Ottersberg, den westlichen Teil der Samtgemeinde Thedinghausen, den westlichen Teil der Gemeinde Langwedel und die zum Landkreis Rotenburg (Wümme) gehörende Samtgemeinde Sottrum zentral in den Räumlichkeiten des Krankenhauses Achim angeboten.

### Kooperierende Einrichtungen
- Radiologie mit Computertomographie, Kernspintomographie und Nuklearmedizin
- Kurzzeitpflegeeinrichtung

Koordinaten: 52° 54′ 48,8″ N, 9° 13′ 53,9″ O